# Fleury (Manche)
Fleury is een gemeente in het Franse departement Manche (regio Normandië) en telt 760 inwoners (1999). De plaats maakt deel uit van het arrondissement Saint-Lô.

## Geografie
De oppervlakte van Fleury bedraagt 12,7 km², de bevolkingsdichtheid is 59,8 inwoners per km².
De onderstaande kaart toont de ligging van Fleury (Manche) met de belangrijkste infrastructuur en aangrenzende gemeenten.

## Demografie
Onderstaande figuur toont het verloop van het inwonertal (bron: INSEE-tellingen).
1. ↑  Populations de référence 2022.